# Rupert Wittek
Rupert Wolfhard Wittek (* 1. Juli 1942 in Plöhnen im deutsch besetzten Masowien; † 19. Dezember 2017) war ein deutscher Jurist und Richter am Bundesarbeitsgericht.

## Biografie
Bis 1966 studierte Rupert Wittek an der Universität Erlangen Rechtswissenschaft und schloss das Studium mit dem Ersten Staatsexamen dort ab, wo er 1969 auch zum Thema Die gesellschaftsrechtliche Behandlung der Familien-GmbH promovierte. Nach der Ableistung des Referendariats legte er 1970 beim Oberlandesgericht Nürnberg das Zweite Staatsexamen ab. Nach dem Staatsexamen war er als Staatsanwalt und schließlich Richter am Landgericht Nürnberg-Fürth tätig. Zeitweise war er in dieser Zeit zum Bundesministerium der Justiz abgeordnet. 1983 wurde Wittek dann Richter am Oberlandesgericht Bamberg. Er lehrte von 1984 bis 1988 an der Universität Bayreuth neben seiner richterlichen Tätigkeit Straf- und Prozessrecht. Am 5. April 1988 wurde er Richter am Bundesarbeitsgericht. 
Am Bundesarbeitsgericht gehörte er zunächst dem 3. Senat an und wurde 1993 stellvertretender Vorsitzender des 8. Senats. Während der Zeit am 8. Senat prägte er die höchstrichterliche Rechtsprechung zum Betriebsübergang und die Rechtsprechung des Bundesarbeitsgerichtes zum Schadensersatz mit. Am 30. Juni 2007 trat er in den Ruhestand.